# Кожевников, Сергей Фёдорович
Сергей Фёдорович Кожевников (1904, Нежин, Российская империя — 1961, Запорожье, Советский Союз) — начальник Инспекции МГБ СССР, генерал-майор.

## Биография
С 1926 член РКП(б). Образование получал с 1935 по 1937 как слушатель Харьковских общеобразовательных курсов. С июля 1924 до января 1929 в пограничном отряде ОГПУ, в ГПУ при СНК Украинской ССР в Киеве.
С 8 января 1942 до 29 апреля 1943 заместитель начальника I отдела Управления особых отделов НКВД СССР. С апреля 1943 до июня 1946 помощник начальника Главного управления контрразведки Народного комиссариата обороны СССР по Ленинградскому фронту (военному округу). С августа 1944 начальник инспекции Союзной контрольной комиссии в Румынии. С сентября 1944 по май 1946 начальник инспекции Союзной контрольной комиссии в Финляндии. С 4 июня 1946 до 8 января 1947 помощник начальника III главного управления МГБ СССР. С 9 января 1947 до 16 ноября 1950 начальник Инспекции МГБ СССР. С 27 октября 1950 до 21 ноября 1951 начальник IX управления МГБ СССР. С 6 декабря 1951 до 28 апреля 1952 начальник Управления МГБ по Дрогобычской области. С 28 апреля 1952 до 4 апреля 1953 начальник Управления МГБ по Запорожской области.
С апреля 1953 по май 1954 в распоряжении МВД Украинской ССР. Институтом национальной памяти Украины внесён в список подлежащий закону о декоммунизации.

### Звания
- старший лейтенант государственной безопасности;
- 28.04.1941, капитан государственной безопасности;
- 25.06.1942, майор государственной безопасности;
- 14.02.1943, полковник;
- 26.05.1943, генерал-майор.

### Награды
- 19.12.1942, нагрудный знак «Заслуженный работник НКВД»
- 17.05.1943, орден Красного Знамени;
- 03.06.1943, орден Красного Знамени;
- 31.07.1944, орден Отечественной Войны I степени;
- 03.11.1944, орден Красной Звезды;
- 25.03.1945, орден Красной Звезды;
- 13.09.1945, орден Ленина;
- 06.11.1945, орден Красного Знамени;
- 24.08.1949, орден Красной Звезды;
- 24.11.1950, орден Ленина.